# Ratpenat de nas tubular de Keast
El ratpenat de nas tubular de Keast (Nyctimene keasti) és una espècie de ratpenat de la família dels pteropòdids. Viu a Indonèsia i el Timor Oriental. El seu hàbitat natural són els boscos de lianes i els jardins rurals. Està amenaçat per la destrucció d'hàbitat.